# Aristobrium cyanipenne
Aristobrium cyanipenne är en skalbaggsart som beskrevs av Thomson 1878. Aristobrium cyanipenne ingår i släktet Aristobrium och familjen långhorningar. Inga underarter finns listade.